# مصطفى علوش
مصطفى علوش (من مواليد 1958)، سياسي وعضو سابق في البرلمان اللبناني. مثّل دائرة طرابلس في البرلمان اللبناني في الفترة من 2005 حتى عام 2009 كعضو في تيار المستقبل وعضو في فريق 14 آذار .

## النشأة والدراسة والعمل
ولد مصطفى علوش ونشأ في طرابلس، لبنان. والده محمد (أبو مصطفى) علوش تاجر وناشط سياسي. قضى مصطفى علوش السنوات الأولى من حياته في باب التبانة وذلك قبل بداية الحرب الأهلية اللبنانية، وكان ناشطا في منظمة التحرير الفلسطينية.

ثم التحق بالجامعة الأميركية في بيروت (AUB)، وفي عام 1985 نال شهادة الطب من الجامعة  المذكورة. وفي عام 1991، وأكمل اختصاصه في الجراحة العامة وشغل منصب رئيس الأطباء المقيمين في مستشفى الجامعة الأميركية في بيروت. ثم تابع بعد ذلك عمله ودراسته في الجراحة في جامعة ميامي وعاد إلى لبنان في عام 1993.

## المسيرة السياسة
نشط في تيار المستقبل منذ عام 1997، ورشّحه التيار للانتخابات البلدية في طرابلس فنال أعلى الأصوات. ثم ترشّح للانتخابات النيابية على لائحة تيار المستقبل في عام 2005 في أعقاب اغتيال رئيس الوزراء رفيق الحريري.

## من الهوايات
خلال الفترة التي قضاها في الجامعة الأميركية في بيروت، وكان علوش عضو نشط في نادي الجودو. شارك في العديد من البطولات وكان بطل لبنان في فئة وزنه في عدة مناسبات. في عام 1986، مثّل لبنان في بطولة الجودو الدولي في فرنسا. وقد حقق 5TH دان (الحزام الأسود) في الجودو.